# إيمان الجمال
إيمان الجمال (مواليد 30 سبتمبر 1981) هي مبارزة مصرية، مثّلت مصر في دورتين أولمبيتين؛ بكين 2008 ولندن 2012. شقيقتها أيضًا لاعبة مبارزة أولمبية، وهي شيماء الجمال، وقد شاركتا معًا في منافسات المبارزة دورتي 2008 و2012، حتى أنهما قد لعبتا معًا في منافسات الفِرَق في الدورتين.

## المشاركة الأولمبية

### بكين 2008
| الرياضِيّة/ات                           | الحدث    | دور الـ64                    | دور الـ32                             | دور الـ16     | ربع النهائي           | نصف النهائي                               | النهائي / م ب                                | النهائي / م ب |
| الرياضِيّة/ات                           | الحدث    | الخصم النتيجة                | الخصم النتيجة                         | الخصم النتيجة | الخصم النتيجة         | الخصم النتيجة                             | الخصم النتيجة                                | الترتيب       |
| ------------------------------------- | -------- | ---------------------------- | ------------------------------------- | ------------- | --------------------- | ----------------------------------------- | -------------------------------------------- | ------------- |
| آية السيد                             | سيف فردي | —                            | بيكوت (فرنسا) · خ 7–15                | لم تتأهل      | لم تتأهل              | لم تتأهل                                  | لم تتأهل                                     | لم تتأهل      |
| إيمان الجمال                          | شيش فردي | أنغاد-غاور (هولندا) · خ 4–13 | لم تتأهل                              | لم تتأهل      | لم تتأهل              | لم تتأهل                                  | لم تتأهل                                     | لم تتأهل      |
| شيماء الجمال                          | شيش فردي | إيمان شعبان (مصر) · ف 15–12  | نام هيون هي (كوريا الجنوبية) · خ 6–15 | لم تتأهل      | لم تتأهل              | لم تتأهل                                  | لم تتأهل                                     | لم تتأهل      |
| إيمان شعبان                           | شيش فردي | شيماء الجمال (مصر) · خ 12–15 | لم تتأهل                              | لم تتأهل      | لم تتأهل              | لم تتأهل                                  | لم تتأهل                                     | لم تتأهل      |
| إيمان الجمال شيماء الجمال إيمان شعبان | شيش فريق | —                            | —                                     | —             | روسيا (RUS) · خ 23–45 | تصنيف نصف النهائي · الصين (CHN) · خ 24–45 | تحديد المركز السابع · بولندا (POL) · خ 14–45 | 8             |

### لندن 2012
| الرياضيّة                                          | الحدث         | دور الـ64                            | دور الـ32                           | دور الـ16                       | ربع النهائي   | نصف النهائي   | النهائي/ م ب  | النهائي/ م ب |
| الرياضيّة                                          | الحدث         | الخصم النتيجة                        | الخصم النتيجة                       | الخصم النتيجة                   | الخصم النتيجة | الخصم النتيجة | الخصم النتيجة | الترتيب      |
| ------------------------------------------------- | ------------- | ------------------------------------ | ----------------------------------- | ------------------------------- | ------------- | ------------- | ------------- | ------------ |
| منى عبد العزيز                                    | فردي سيف      | هسو جي تي (تايبيه الصينية) · خ 10–15 | لم تتأهل                            | لم تتأهل                        | لم تتأهل      | لم تتأهل      | لم تتأهل      | لم تتأهل     |
| إيمان الجمال                                      | فردي شيش      | فيونمايور (فنزويلا) · خ 9–15         | لم تتأهل                            | لم تتأهل                        | لم تتأهل      | لم تتأهل      | لم تتأهل      | لم تتأهل     |
| شيماء الجمال                                      | فردي شيش      | منى شايتو (لبنان) · خ 6–7            | لم تتأهل                            | لم تتأهل                        | لم تتأهل      | لم تتأهل      | لم تتأهل      | لم تتأهل     |
| إيمان شعبان                                       | فردي شيش      | تلقائي                               | غيارت (فرنسا) · خ 2–15              | لم تتأهل                        | لم تتأهل      | لم تتأهل      | لم تتأهل      | لم تتأهل     |
| إيمان الجمال شيماء الجمال إيمان شعبان رنا الحسيني | فريق شيش      | —                                    | —                                   | بريطانيا العظمى (GBR) · خ 34–45 | لم يتأهلن     | لم يتأهلن     | لم يتأهلن     | لم يتأهلن    |
| سلمى زين                                          | فردي سيف عربي | —                                    | ووزنياك (الولايات المتحدة) · خ 6–15 | لم تتأهل                        | لم تتأهل      | لم تتأهل      | لم تتأهل      | لم تتأهل     |

## روابط خارجية
- إيمان الجمال على موقع الاتحاد الدولي للمبارزة (الإنجليزية)
- إيمان الجمال على موقع اللجنة الأولمبية الدولية (الإنجليزية)
- إيمان الجمال على موقع أوليمبيديا (الإنجليزية)